# Alvin Ailey American Dance Theater
Alvin Ailey American Dance Theater es una compañía de danza moderno que fue creado por el coreógrafo y bailarín Alvin Ailey. Situada en la ciudad de Nueva York, se enfoca en la conservación del legado de Alvin Ailey, desarrollando y la realización de nuevas repertorio, y programas de divulgación. 

## Historia
La compañía se formó en 1958 por Alvin Ailey con solo bailarines afroamericanos. Su coreografía tomó inspiración de Lester Horton y fue una celebración de la cultura y el patrimonio de los personas afroamericanos. Ailey dijo que, “originalmente, solo quería decirte alguna de la experiencia afroamericano en mi propio coreografía.” En el proceso de crecimiento, la compañía viajó mucho, colaboraron con Duke Ellington, y realizó dos de las piezas de danza más famosa de Ailey: Blues Suite y Revelations.

## Presente
Ahora, la compañía no se forma con solo bailarines afroamericanos, pero bailarines de etnias varias, y hay dos compañías, la primera cual es Alvin Ailey American Dance Theater, y la segunda, cual es Ailey II. Ailey II es la compañía del repertorio que tiene doce miembros, y pasan más tiempo bailando en las escuelas, prisiones y otros lugares donde ellos están accesible de la publica genero. Alvin Ailey American Dance Theater, compuesto de 31 bailarines, ha presentado bailes en 71 países y se reconoce “a un embajador de la cultura Americano” del gobierno de los Estados Unidos.
La compañía también tiene una escuela de baile en Nueva York donde los estudiantes pueden aprender la técnica de la compañía, y una asociación con la Universidad de Fordham en el Bronx, Nueva York,  que lo permiten los estudiantes a ganar una licenciatura en Bellas Artes y tomar clases con la escuela de Ailey. Hay una programa de residencia de las universidades también, que incluye conferencias y la enseñanza de repertorio famoso.

## Influencias
El director artístico es Robert Battle, quien era inspiraba de Ailey cuando él fue un niño. Él es la tercera persona que ha dirigido la compañía. Judith Jamison fue el segundo director artístico. Diferente a algunas otras compañías, Alvin Ailey American Dance Theater utiliza coreografía de otras coreógrafos y no solo el fundador. La compañía ha presentado bailes de Paul Taylor, Maurice Béjart, Alonzo King, José Limón, Jerome Robbins, Twyla Tharp, Frederick Earl Mosley, y Jiri Kylián entre otros. 

## Estilo de Movimiento
El estilo de movimiento, incorpora aspectos del teatro, las danzas étnicas (baile latino y baile africano) y la danza jazz, y se requiero un gran fuerza físico. Sarita Allen, quien bailaba con el compañía de Ailey en el pasado dices, “el objetivo último es promover aptitud física y conectar el cerebro y el cuerpo.” El enfoque de Ailey, especialmente como su compañía maduró, era “para mostrar al mundo que somos todos los seres humanos.” El quería explorar emociones humanas y frecuentemente tomaba inspiración de la historia de los afroamericanos. Su estilo de movimiento también tiene un conexión significante con la música. 

## Reconocimientos
La compañía y sus directores artísticos han recibido muchos honores y premios. La directora artístico de la compañía, Judith Jamison, recibió el premio “BET Honors,” un homenaje a las luminarias del afroamericano. La compañía también ha tenido una exposición en la Biblioteca del Congreso de los Estados Unidos. En 2005, Ailey II celebró alcance a más de 65.000 personas. Ellos están una compañía influyente en los Estados Unidos.

## Enlaces
- https://web.archive.org/web/20200511162225/https://www.alvinailey.org/

- Datos: Q449026
- Multimedia: Alvin Ailey American Dance Theater / Q449026